# Противолодъчен кораб
Противолодъчният кораб е военен кораб, предназначен за борба с подводници, способен едновременно да се бори и с въздушни цели.

## Класификация
В зависимост от размерите им може да се отнасят към някой от следните класове:
- противолодъчен самолетоносач – самолетоносач със средна или малка водоизместимост, предназначен за откриване и унищожаване на подводници чрез специализирана противолодъчна авиация;
- противолодъчен крайцер – голям противолодъчен кораб, предназначен за дълги походи с цел откриване и унищожаване на подводници. Към противолодъчните крайцери се отнасят крайцерите – вертолетоносачи, влезли в състава на флотите на СССР, Италия, Франция и Великобритания през 1960-те години;
- ескадрен миноносец (есминец) – универсален кораб, сред задачите на който е противолодъчна отбрана;
- голям противолодъчен кораб (СССР и Русия), фрегата (НАТО);
- малък противолодъчен кораб (СССР и Русия), корвета (НАТО);
- ловец на подводници;
- противолодъчен катер.

Съществуват също подводници, специализирани за унищожаване на други подводници (например Проекта 705 „Лира“), но обикновено не са отнасяни към класа на противолодъчните кораби.